# Classic Queen
Classic Queen – kompilacyjny album brytyjskiego rockowego zespołu Queen. Zawiera 17 przebojów zespołu z lat 1975-1991. Towarzyszyła mu wideokaseta o tym samym tytule.

## Lista utworów
1. „A Kind of Magic”
2. „Bohemian Rhapsody”
3. „Under Pressure”
4. „Hammer to Fall”
5. „Stone Cold Crazy”
6. „One Year of Love”
7. „Radio Ga Ga”
8. „I’m Going Slightly Mad”
9. „I Want It All”
10. „Tie Your Mother Down”
11. „The Miracle”
12. „These Are the Days of Our Lives”
13. „One Vision”
14. „Keep Yourself Alive”
15. „Headlong”
16. „Who Wants to Live Forever”
17. „The Show Must Go On”

Utwory „Under Pressure”, „The Miracle” i „One Vision” były do tej kompilacji edytowane i zremiksowane.